# NGC 2657
NGC 2657 је спирална галаксија у сазвежђу Рак која се налази на NGC листи објеката дубоког неба.
Деклинација објекта је + 9° 38' 45" а ректасцензија 8h 45m 15,8s. Привидна величина (магнитуда) објекта NGC 2657 износи 13,2 а фотографска магнитуда 13,8. NGC 2657 је још познат и под ознакама UGC 4573, MCG 2-23-2, CGCG 61-6, IRAS 08425+0949, PGC 24595.